# Opéra Kroll
 (avril 2008).
L'opéra Kroll (en allemand : Krolloper) est un bâtiment de l'opéra, aujourd'hui disparu, de Berlin en Allemagne, situé à l'ouest de l'actuelle place de la République face au palais du Reichstag. Il abrite l’assemblée du Reichstag du Troisième Reich après l'incendie du palais le 27 février 1933.

## Histoire

### Débuts

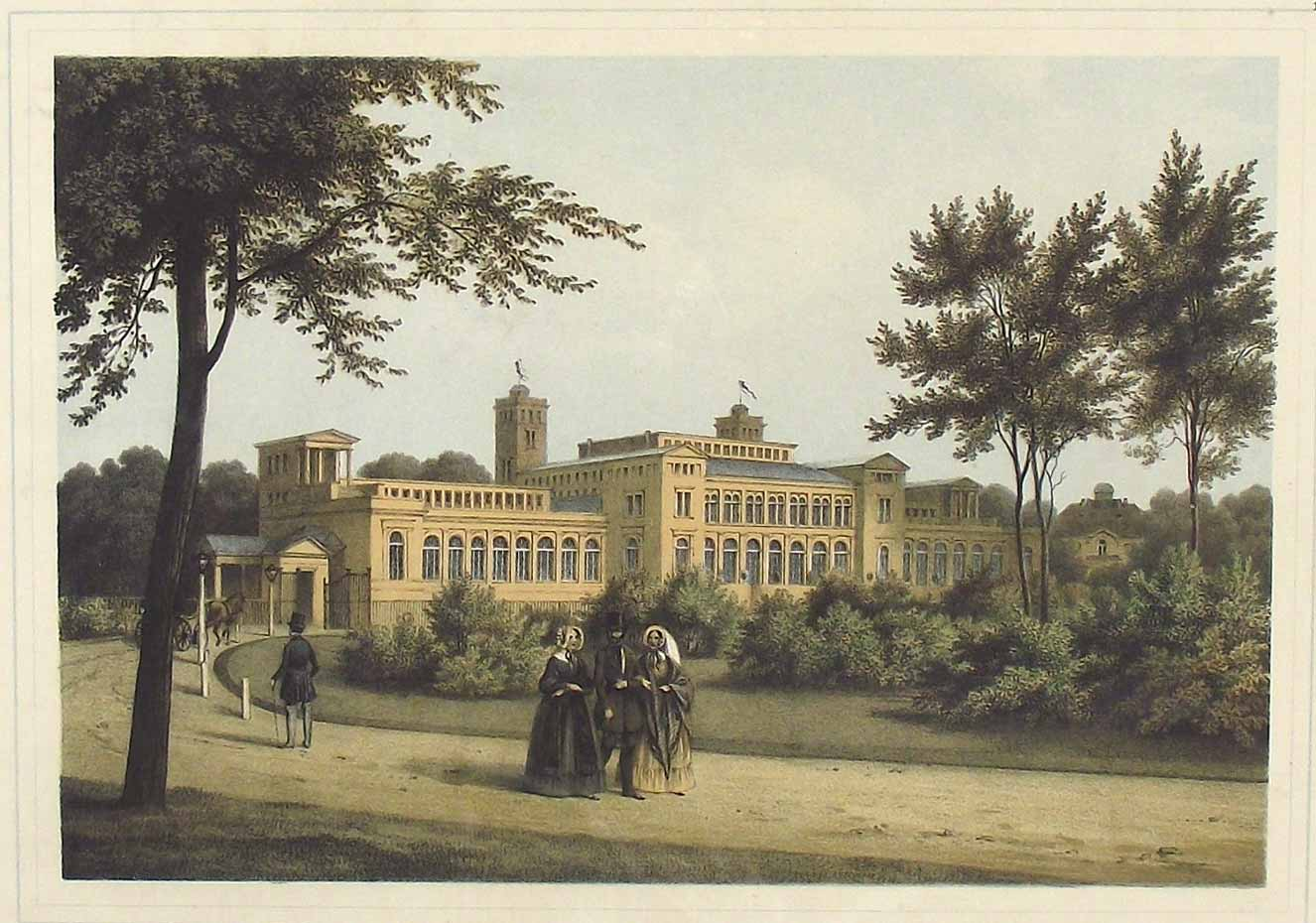
L'établissement Kroll vers 1850.

Joseph Kroll (1797–1848) a possédé le Wintergarten, un restaurant et établissement très populaire à Breslau, où il accueillait le roi Frédéric-Guillaume IV de Prusse en 1841. Le monarque souhaite recréer un lieu de divertissement similaire à sa ville capitale et il offrit à Kroll un vaste terrain au sein du großer Tiergarten, à l'époque à l'extérieur de Berlin. À cet endroit, le bâtiment fut construit en seulement dix mois, sur les plans de Ludwig Persius, Carl Ferdinand Langhans et Eduard Knoblauch, et inauguré le 15 février 1844. L'imposant établissement avec éclairage au gaz peut accueillir jusqu'à 5 000 personnes ; Joseph Kroll a dû en effet emprunter jusqu'à 30 000 thalers pour financer la réalisation.
Après de brillants débuts, avec des concerts très réussis comme de Johann Strauss, l'entreprise a rencontré des difficultés financières. Joseph Kroll meurt amèrement en 1848 ; sous la direction de sa fille Augusta, le bâtiment est réaménagé et utilisé pour la représentation d'opéras, opérettes et pièces de théâtre. L'auditoire a pu apprécier des opéras comme Martha de Friedrich von Flotow, Le Barbier de Séville de Gioachino Rossini et surtout l'œuvre d'Albert Lortzing. À la suite d'un incendie en 1851, l'établissement a été rebâti en très peu de temps. Toutefois, Augusta et son mari Jakob Engel n'ont jamais réussi à exploiter le théâtre de façon rentable.

### Opéra

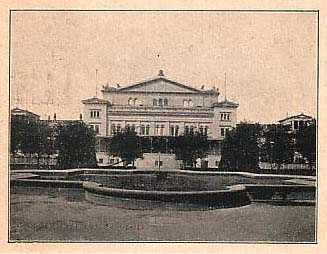
L'opéra Kroll vers l'an 1900.

En 1894, l'entreprise a été acquise par le brasseur Julius Bötzow ; deux ans plus tard, il vend le bâtiment au théâtre national de Prusse. L'établissement est de nouveau réaménagé jusqu'en 1898 et nommé « Nouvel opéra royal » (Neues Königliches Operntheater), résidence des compagnies d'opéra et de ballet d’État prussiennes. Il a attiré les plus grands chanteurs comme Enrico Caruso et était aussi le lieu de représentation d'un répertoire moderne avec des œuvres d'Igor Stravinsky et de Gustav Mahler. L'opérette de Johann Strauss Die Fledermaus a été présentée 98 fois avec grand succès.
La Première Guerre mondiale empêchait la démolition et la reconstruction de l'opéra envisagée. À partir de 1920, le théâtre de la Volksbühne fit restaurer l'édifice avec la salle principale en style expressionniste. Finalement, l'opéra a été rouvert le 1er janvier 1924 avec la représentation de Die Meistersinger von Nürnberg par l'ensemble de l'Opéra de l'État, dirigée par Erich Kleiber. Le bâtiment est rebaptisé « opéra d’État sur la place de la République » (Staatsoper am Platz der Republik), mais est toujours appelé familièrement opéra Kroll. Pendant les années 1920, le chef d’orchestre est Otto Klemperer. C’est à l’opéra Kroll qu’on crée les œuvres de Paul Hindemith, Neues vom Tage en 1929 et de Arnold Schönberg Begleitmusik zu einer Lichtspielszene en 1930.

### Déclin et démolition

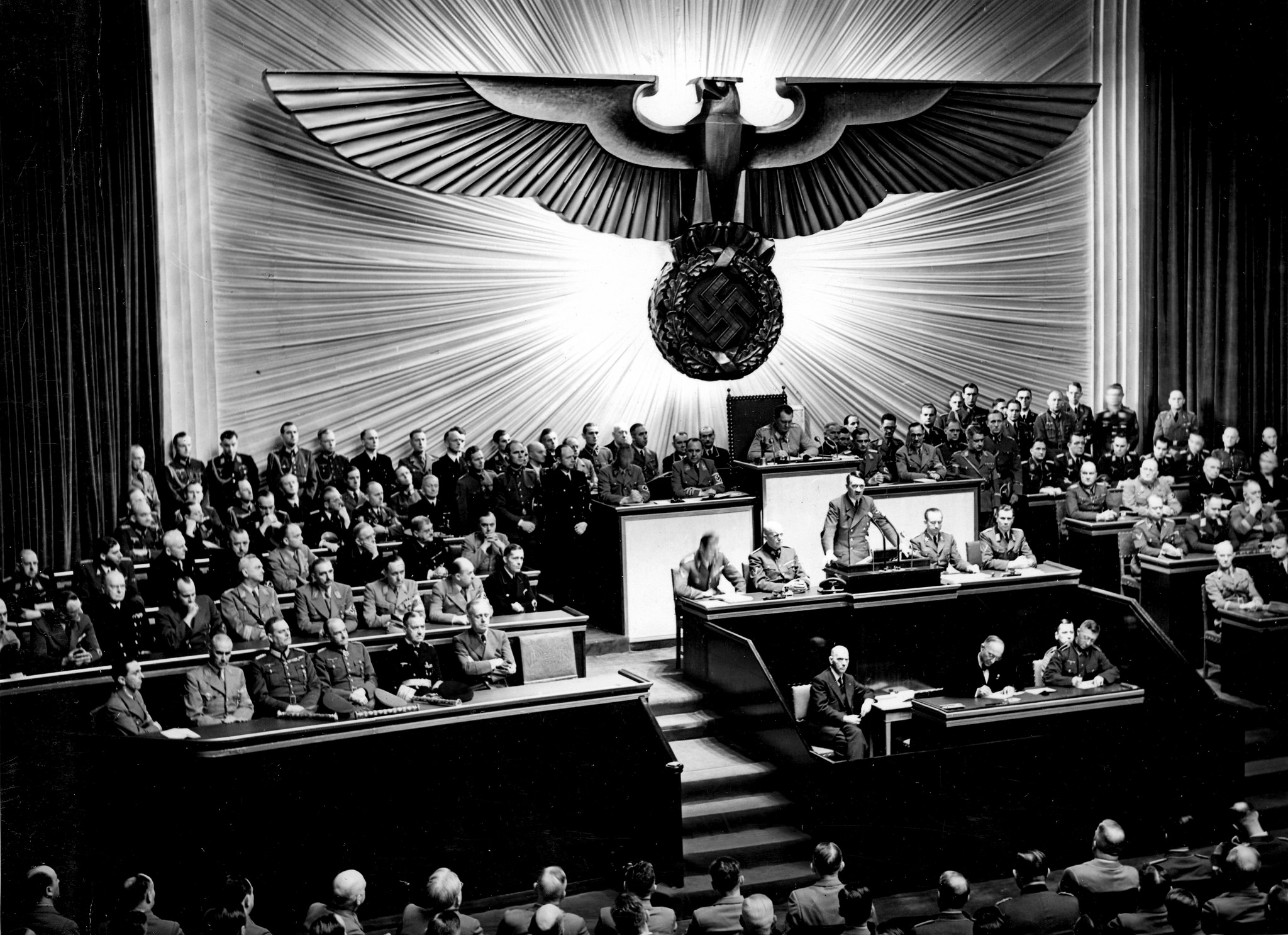
Discours d’Hitler devant les députés du Reichstag réunis à l’opéra Kroll, le 11 décembre 1941, déclarant la guerre aux États-Unis.

Au cours de la Grande Dépression, l'État de Prusse a ordonné la fermeture de l'opéra pour des motifs de rationalisation économique. Ce projet de fermeture déclenche une très vive polémique, des musiciens d'avant-garde voyant dans cette décision une manifestation de censure, dans le contexte de la montée du nazisme. La dernière représentation dans l'édifice, Les Noces de Figaro de Wolfgang Amadeus Mozart, a eu lieu le 3 juillet 1931. Après l’incendie du Reichstag en 1933, les parlementaires de cette assemblée contrôlée par les nazis siègent à l’opéra Kroll, situé à proximité du bâtiment endommagé. Le choix s’est porté sur l’opéra qui était à la fois bien placé et suffisamment vaste pour abriter l’institution. Le 23 mars 1933, le Reichstag donne les pleins pouvoirs à Adolf Hitler.
Le parlement allemand y reste jusqu’à la fin de la Seconde Guerre mondiale, et il est le théâtre de certains discours majeurs d’Hitler, dont le discours « prophétique » du 30 janvier 1939 dans lequel il affirme « si la Juiverie capitaliste internationale d’Europe et hors d’Europe réussit à jeter les nations dans une nouvelle guerre mondiale, le résultat ne sera pas une bolchévisation du monde, ni la victoire des Juifs, mais l’élimination de la race juive du sol européen. » La dernière séance du Reichstag eut lieu à l’opéra Kroll le 26 avril 1942, pour voter un décret autorisant Hitler à passer outre à la justice et l’administration dans tous les domaines.
Le bâtiment est gravement endommagé à la suite d’un bombardement allié le 22 novembre 1943, et ses ruines sont démolies en mars 1951.